# Festival Internacional de Cine de Santa Bárbara
El Festival Internacional de Cine de Santa Bárbara (en inglés Santa Bárbara International Film Festival o, abreviadamente, SBIFF) es una organización no lucrativa dedicada a exhibir cine independiente estadounidense e internacional, para premiar a los cineastas independientes y honrar los progresos y buenos trabajos realizados en la industria. Uno de los principales objetivos de este festival es proteger y preservar el cine como una forma de arte y que este sea utilizado en los foros educativos. Su primera entrega tuvo lugar en el año 1990.
El festival tiene lugar en California (Estados Unidos). La localización habitual en la que se entregan los premios es en el Arlington Theater, Santa Bárbara, California (Estados Unidos).